# 35 × 228 mm
Die 35 × 228 mm ist eine Munition für Maschinenkanonen und Schnellfeuergeschütze, die für Flugabwehrgeschütze, Schützenpanzer und Nahbereichsverteidigungssysteme verwendet wird.

## Geschichte
Die Patrone im Kaliber 35 × 228 mm wurde von dem ehemaligen Schweizer Unternehmen Oerlikon-Bührle (seit 2009 Rheinmetall) entwickelt. Sie ist auch als 35 x 228 Oerlikon Flab K-63, 35-mm-Oerlikon-KDA, ECRA-ECDV 35 228 BGC 010 sowie XCR-Code 35-228-BGC-010 bekannt. Entwicklungsgeschichtlich ist sie mit der zum Ende des Ersten Weltkrieges entstandenen 20 × 138 mm B für die Solothurn S18/100 von Rheinmetall und der früheren 3,7-cm-Sockel-Flak L/14,5 von Krupp sowie mit der Munition der leichteren Flak-Geschütze des Zweiten Weltkrieges verwandt. Basierend auf den Erfahrungen des Zweiten Weltkrieges entwarf das schweizerische Unternehmen Oerlikon-Bührle in den frühen 1950er-Jahren die bis heute verbreitete Patrone.

## Technik und Hersteller
Sie wird für Mittelkaliberschnellfeuergeschütze und Maschinenkanonen verschiedener Bauart genutzt. Die 35-mm-Patrone schließt die Lücke zwischen der Munition im Kaliber 30 mm und der Munition im nächstgrößeren Kaliber 40-mm-Bofors. In der Oerlikon-35-mm-Zwillingskanone sowie für die Rheinmetall KDG-Revolverkanone und das Bushmaster-III-Geschütz nebst weiteren daraus entwickelten Waffensystemen ist die Patrone weltweit beim Militär weit verbreitet.
Hersteller wie Armaco in Bulgarien, der türkische Hersteller Makina ve Kimya Endüstrisi (MKE), Nammo in Norwegen, Oerlikon-Bührle in der Schweiz, Rheinmetall in Deutschland und in der Schweiz sowie auch die Rheinmetall-Kooperation mit Denel in Südafrika sind als Produzenten bekannt. Hersteller in der Zeit von 1950 bis in die 1970er-Jahre war die Liechtensteiner Presta AG (Press- und Stanzwerk AG) in Eschen (Liechtenstein), eine Tochtergesellschaft von Oerlikon-Bührle und seit 1991 Thyssenkrupp Presta AG, in Rumänien der Munitionshersteller UPS-Dragomiresti, eine Tochtergesellschaft von ROMARM. Weitere Hersteller waren Santa Bárbara Sistemas in Spanien (seit 2001 ein Tochterunternehmen des US-Konzerns General Dynamics) und die inzwischen aufgelöste British Manufacturing and Research Company (BMARC) in Großbritannien.
Im November 2022 wurde bekannt, dass Rheinmetall das spanische Tochterunternehmen Expal von Maxam aus der Rhône Capital Group gekauft hat und damit beabsichtigt, eine weitere Stätte zur Produktion der Munition im Kaliber 35 × 228 mm zu betreiben. Die 2009 von Maxam erworbenen Betriebe der Santa Bárbara Sistemas, die langjährig als Munitionshersteller des Kalibers bekannt waren, finden auf diese Weise den Weg in den Rheinmetall-Konzern.

## Munitionsvarianten
Typen und Farbcodierungen

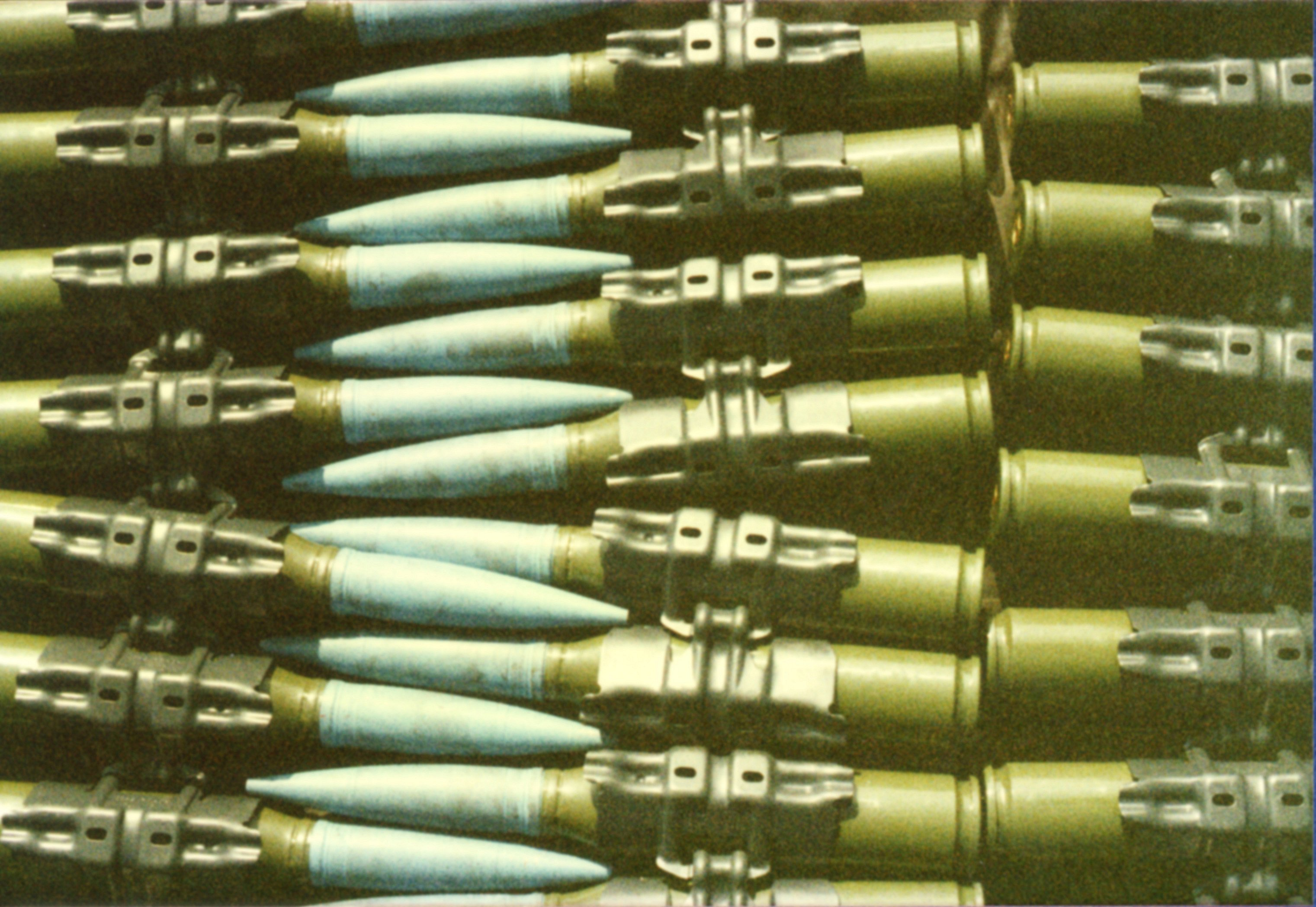
35 × 228-mm-Übungs-Munition bei der Bundeswehr

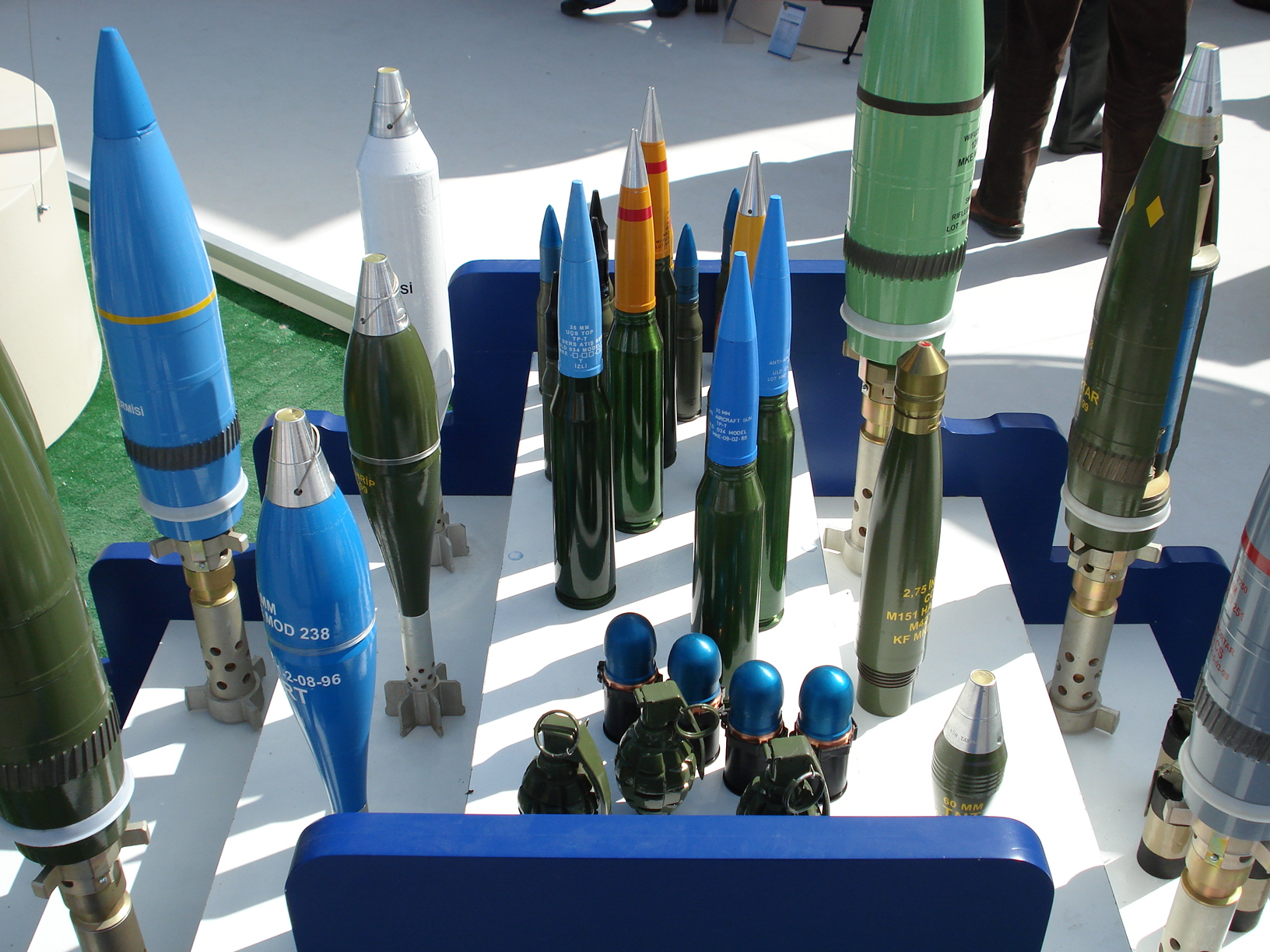
Türkische 35 × 228-mm-Munition von Makina ve Kimya Endüstrisi (Mitte mit gelben und blauen Geschossen)

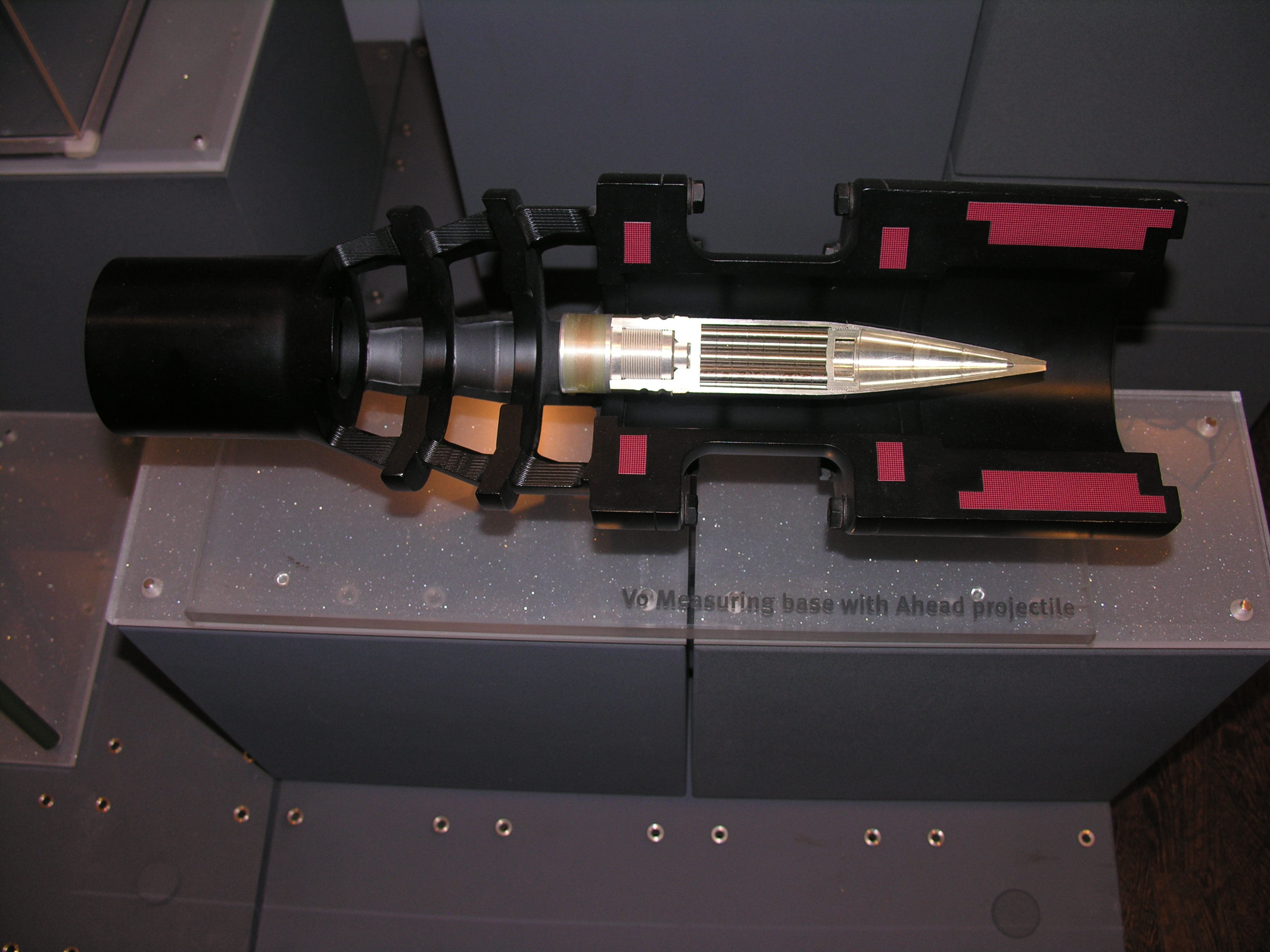
AHEAD-Munition und die Induktionsspulen. Zwei kleinere Spulen zur Geschwindigkeitsmessung, eine größere Spule zur Programmierungsübertragung

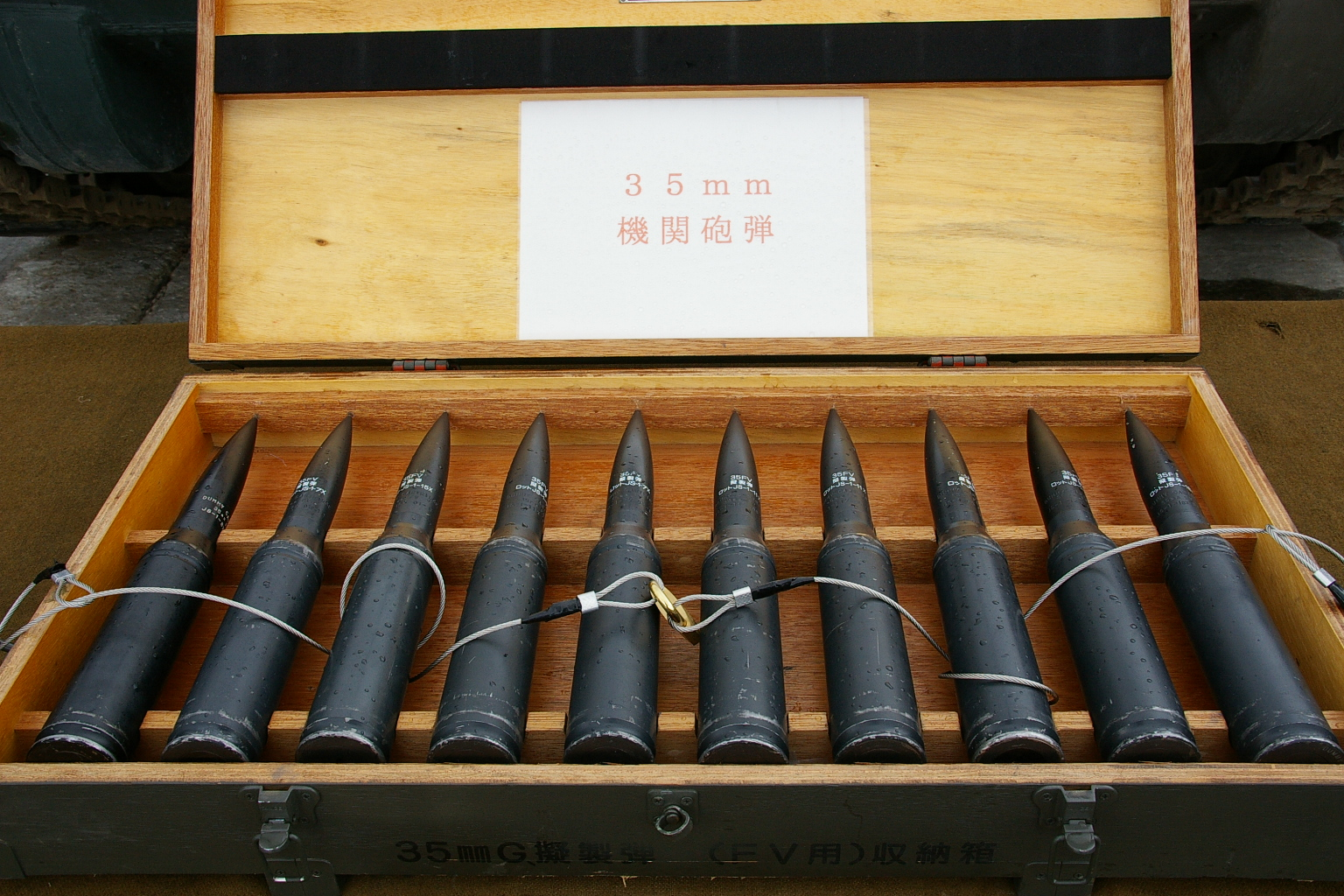
Japanische 35 × 228-mm-Munition für den Schützenpanzer Mitsubishi Typ 89

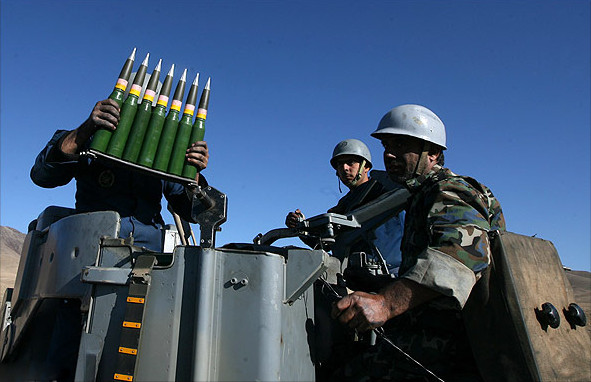
35 × 228-mm-Munition einer Flak-Einheit im Iran

Das „-T“ in den Bezeichnungen bedeutet jeweils Tracer, womit Munitionvarianten mit Leuchtspureigenschaften bezeichnet werden.
- UEB-T Übungsmunition (Tracer), weißes Projektil
- EJ und EJ-T Exercise (Tracer), blaues Projektil
- HVAPDS-T-Munition High-Velocity Armor-Piercing Discarding Sabot-Tracer, gelbes Projektil mit rotem Streifen
- HE-T High Explosive (Tracer) Panzerbrechende Sprenggeschosse (APHE-T/AP-HEI), gelbes Projektil mit rotem Streifen, weiße Spitze
- FAPDS Frangible Armour Piercing Discarding Sabot, zerbrechliche, panzerbrechende Treibkäfigmunition, schwarzes Projektil, Kegelspitze/Kunststoffkappe

Die AHEAD-Munition (engl.: „advanced hit efficiency and destruction“) nimmt als zeitgesteuerte Air-Burst-Munition (ABM) eine Sonderrolle ein. Die Programmierung des Zünders im Projektil überträgt beim Verlassen des Geschützrohres eine Induktionsspule. Das Geschoss setzt nach der vorberechneten Zeit in der Luft 152 einzelne jeweils 3,3 g schwere Subprojektile frei, wodurch die Trefferwahrscheinlichkeit verbessert wird. Ohne die entsprechenden Einrichtungen mit Rechnersystemen und der Programmierspule kann die Besonderheit dieser Munition nicht genutzt werden.

## Waffensysteme
Die Waffensysteme zur Munition im Kaliber 35 × 228 mm finden sich im Aufgabenbereich der Flugabwehrgeschütze und Nahbereichsverteidigungssysteme, wobei seit den 2010er-Jahren von der Rüstungsindustrie zunehmend Module entwickelt wurden, die wie in der Automobilindustrie den Einsatz mit Plattformen begünstigen. Nachfolgend ein Überblick der entsprechenden Waffensysteme, mit Stichworten zu Herstellern und Systemen:

### Rheinmetall/Oerlikon-Systeme
- Oerlikon 35-mm-Zwillingskanone, Oerlikon, Rheinmetall
  - GDF-Twin-Gun-Familie
  - GDM-A-Marinelafette

Entwicklungsbeginn um 1952, Basis für zahlreiche Systeme, verbreitet in über 30 Staaten.
- Rheinmetall KDG-Revolverkanone
  - MANTIS C-RAM System
  - Oerlikon Revolver Gun MK2 und MK3
  - Oerlikon Skyranger Mobile Air Defence System
  - Oerlikon Millennium Naval Gun, Nachfolgemodell zur Zwillingskanone

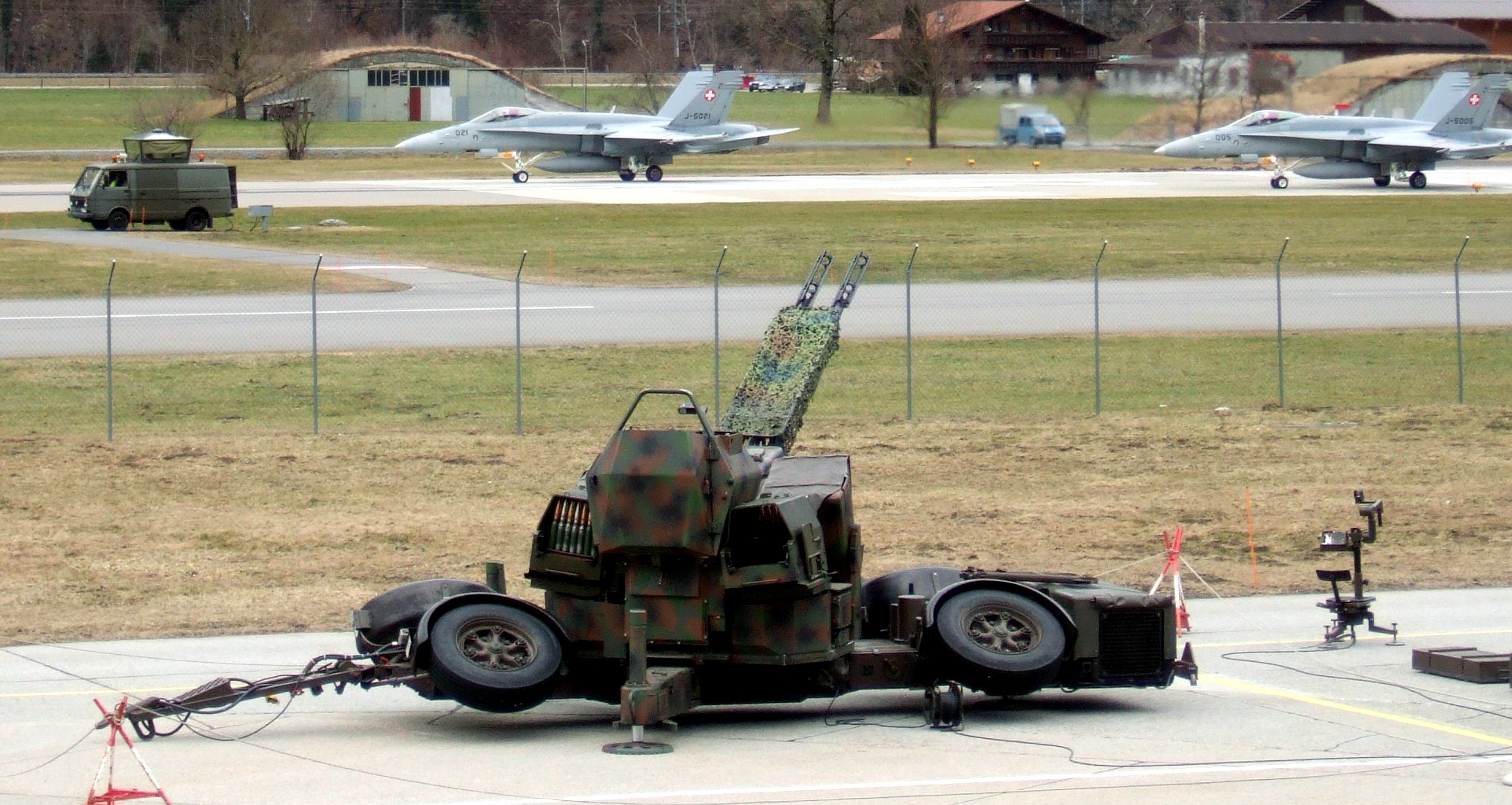
Oerlikon GDF-005 in Feuerstellung (Schweiz)

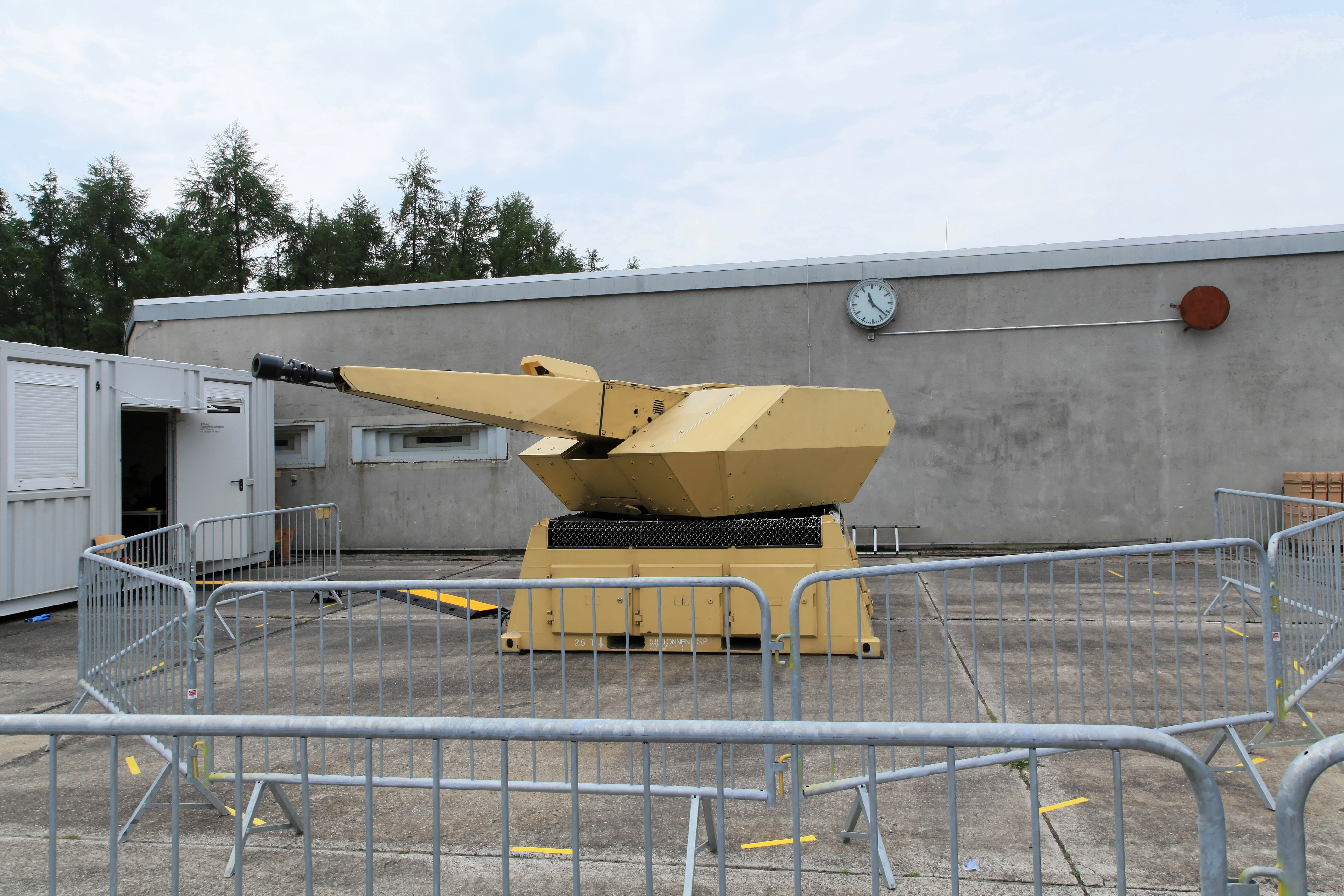
MANTIS-Flugabwehrsystem in Meppen (2018)

- gezogene und ortsfeste Flaksysteme, Beispiele bekannter Varianten:
  - diverse Lafetten zum Anhängertransport mit Varianten der Oerlikon-Systeme oder Lizenznachbauten
  - Flugabwehrsystem MANTIS
  - Skyshield 35 (GDF-007)

- Marinesysteme, Beispiele bekannter Varianten:
  - GDM-008 Millennium, Dänemark, Absalon-Klasse, Iver-Huitfeldt-Klasse
  - 35-mm-Denel-35DPG-Schiffsgeschütz,[13] Südafrika, Valour-Klasse
  - Aselsan Gökdeniz, türkisches Oerlikon-35-mm-System von Aselsan

- Fahrzeugbewaffnungen, Beispiele bekannter Varianten:
  - Flugabwehrkanonenpanzer Gepard, Krauss-Maffei Wegmann, Rheinmetall
  - Flugabwehrsystem Marksman, Finnland, FlaK-Panzer zuerst auf T-55AM-Basis, später Leopard-2-Basis mit Oerlikon-System
  - PZA Loara, Polen, FlaK-Panzer auf Basis T-72 mit Oerlikon-System
  - Typ 87 (Flakpanzer), Japan, FlaK-Panzer Mitsubishi mit Oerlikon-System
  - Mitsubishi Typ 89, Japan, Schützenpanzer Mitsubishi mit Oerlikon-System
  - PGZ09, China, FlaK-Panzer mit Oerlikon-GDF-002-Lizenz-System
  - GDF-CO3, Schweiz, Mobilsystem zur LKW-Montage mit Oerlikon-System
  - Oerlikon Skyranger beispielsweise auf Basis GTK Boxer als Turmsystem
  - Lynx (Schützenpanzer) mit Oerlikon-System

### Bushmaster-Systeme
- Bushmaster III, USA, Alliant Techsystems, Boeing, Northrop Grumman Space Systems, Beispiele bekannter Varianten:
  - Combat Vehicle 90, für Dänemark und Niederlande mit 35 × 228 mm, Bushmaster III.